# Zeolietfacies
| Metamorfe facies |                      |                      |              |             |             |
| Metamorfe facies |                      |                      |              |             |             |
| 16 kbar          | blauwschist          | blauwschist          | eclogiet     | eclogiet    | eclogiet    |
| 12 kbar          | blauwschist          | blauwschist          | eclogiet     | eclogiet    | eclogiet    |
| 8 kbar           |                      | groenschist          | amfiboliet   | amfiboliet  | granuliet   |
| 6 kbar           | prehniet-pumpellyiet | prehniet-pumpellyiet | amfiboliet   | amfiboliet  | granuliet   |
| 4 kbar           | zeoliet              | alb-epi hfels        | hbl hornfels | px hornfels | sanidiniet  |
|                  | 200 °C               | 400 °C               | 600 °C       | 800 °C      | 1000 °C     |
| druk             | temperatuur          | temperatuur          | temperatuur  | temperatuur | temperatuur |

De zeolietfacies is de metamorfe facies met de laagste graad van metamorfose. Bij temperaturen en drukken lager dan de zeolietfacies vindt diagenese plaats. De facies is genoemd naar het voorkomen van zeolieten, sterk gehydrateerde tectosilicaten.
Zoals bij alle metamorfe facies wordt de zeolietfacies vastgesteld aan de hand van bepaalde mineralen die gewoonlijk middels onderzoek naar slijpplaatjes worden gedetermineerd. In metamorfe stollingsgesteenten, grauwackes en pelieten zijn de volgende mineraalsamenstellingen typerend voor de zeolietfacies:

## Mineraalassemblages

### Metastollingsgesteenten en grauwackes
- heulandiet + analciem + kwarts ± kleimineralen
- laumontiet + albiet + kwarts ± chloriet

### Metapelieten
- muscoviet + chloriet + albiet + kwarts